# Calidris virgata
El correlimos de rompientes o playero de las rompientes (Calidris virgata) es una especie de ave charadriforme de la familia Scolopacidae. Anteriormente era colocado en el género monotípico Aphriza, pero en la actualidad es clasificado en Calidris. Es nativo de Argentina, Canadá, Chile, Nicaragua, Costa Rica, Ecuador, El Salvador, Guatemala, Honduras, México, Panamá, Perú y Estados Unidos. Su hábitat consiste de pastizales, tundra, áreas rocosas como acantilados, picos de montañas y áreas intermareales. No tiene subespecies reconocidas.